# Зун-Муріно
Зун-Муріно (рос. Зун-Мурино) — селище Тункинського району, Бурятії Росії. Входить до складу Сільського поселення Зун-Муріно.
Населення — 979 осіб (2015 рік).